# Álvarez (achternaam)
Álvarez is een veel voorkomende Spaanstalige achternaam. Het is oorspronkelijk een patroniem dat "zoon van Álvaro" betekent.
Álvarez is de 212e achternaam ter wereld. Op Cuba (land) hebben 101.010 personen deze achternaam, waarmee het de op negen na meest voorkomende achternaam in dat land is.